# الون فيلاند
الون فيلاند (بالإنجليزية: Alon Wieland)‏ هو سياسي أمريكي، ولد في 26 أبريل 1935 في أندروود في الولايات المتحدة. حزبياً، نشط في الحزب الجمهوري.